# Oestringer Steine I–III
Die Östringer Steine I–III sind mehrheitlich stark beschädigte neolithische Großsteingräber vom Ganggrabtyp mit den Sprockhoff-Nr. 911–913. Sie entstanden zwischen 3500 und 2800 v. Chr. als Megalithanlagen der Trichterbecherkultur (TBK). Neolithische Monumente sind Ausdruck der Kultur und Ideologie neolithischer Gesellschaften. Ihre Entstehung und Funktion gelten als Kennzeichen der sozialen Entwicklung. Die Anlagen wurden 1987 in das Naturschutzgebiet „Hochufer und Altarm der Nette am Oestringer Esch“ eingegliedert.
Die Steine liegen nördlich von Dodesheide an der Straße (Östringer Weg) von Rulle nach Haste im Nettetal im Osnabrücker Ortsteil Haste in Niedersachsen. In der Nähe der Östringer Mühle liegt Anlage III und gegenüber am südlichen Straßenrand liegen die Anlagen I und II. Alle waren von ovalen Steinkränzen umgeben, die nur noch lückenhaft vorhanden sind. Bei älteren Untersuchungen wurden u. a. eine Pfeilspitze, tiefstichverzierte Keramik und Knochenreste gefunden.

## Östringer Steine I

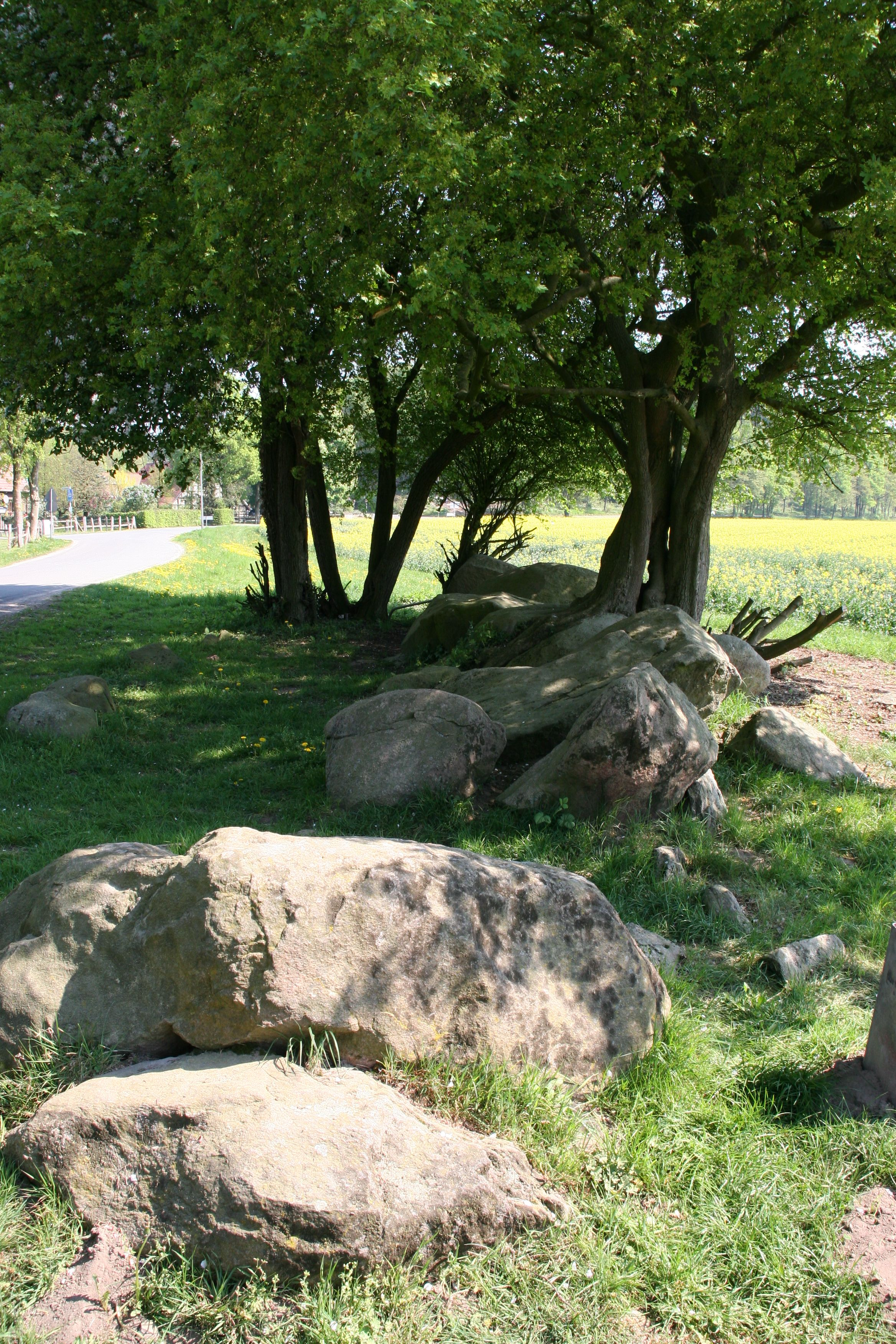
Oestringer Steine I

Laut Ernst Sprockhoff handelt es sich bei Sprockhoff-Nr. 913 um eine in den Boden eingetiefte etwa 15 Meter lange Kammer, die vom Aufbau her ähnlich wie die benachbarten Steine II war. Man kann noch die Reste von neun Decksteinen, einige Tragsteine und zahlreiche Einfassungssteine erkennen.

## Östringer Steine II
Die ursprünglich über 15 Meter lange Anlage Sprockhoff-Nr. 912 war von einer Einfassung umgeben, von der noch zahlreiche Steine erhalten sind. Hügelreste sind allerdings nicht zu erkennen. Es sind noch acht, von einst 11 Decksteinen und die Bruchstücke weiterer vorhanden, während die meisten Tragsteine fehlen. Vermutlich war die Kammer in den Boden eingetieft. Die von Sprockhoff verzeichneten Steine am östlichen Ende sind verschwunden.

## Östringer Steine III
Westlich des Gehöftes führt ein Feldweg nach Nordosten. Am Ende der Hecke liegt das stark beschädigte Ganggrab Sprockhoff-Nr. 911 hinter einem Zaun auf dem Privatgrundstück. Sprockhoff nahm an, dass die Kammer ursprünglich sechs Decksteine hatte und 9,6 × 2,3 Meter groß war.
In der Nähe liegen die Helmichsteine, die Schwedenschanze von Belm und die Wittekindsburg von Rulle.